# Stasimopus umtaticus
Espèce
Stasimopus umtaticus est une espèce d'araignées mygalomorphes de la famille des Stasimopidae.

## Distribution
Cette espèce est endémique du Cap-Oriental en Afrique du Sud,. Elle se rencontre vers Mthatha et King William's Town.

## Description
La femelle holotype mesure 30,5 mm.

## Liste des sous-espèces
Selon World Spider Catalog (version 21.0, 26/06/2020) :
- Stasimopus umtaticus rangeri Hewitt, 1927 de King William's Town
- Stasimopus umtaticus umtaticus Purcell, 1903 de Mthatha

## Étymologie
Son nom d'espèce lui a été donné en référence au lieu de sa découverte, Umtata.
La sous-espèce est nommée en l'honneur de Gordon Ranger.

## Publications originales
- Purcell, 1903 : New South African spiders of the families Migidae, Ctenizidae, Barychelidae Dipluridae, and Lycosidae. Annals of the South African Museum, vol. 3, p. 69-142 (texte intégral).
- Hewitt, 1927 : On some new arachnids from South Africa. Records of the Albany Museum, vol. 3, no 5, p. 416-429.